# Bouam
Bouam est un village du Cameroun situé dans le département du Lom-et-Djérem et la région de l'Est. Il fait partie de la commune de Diang.

## Population
Entre 1966 et 1967 le village comptait 612 habitants, principalement des Maka.
Lors du recensement de 2005, on y dénombrait 1 316 personnes.
Le village est composé de trois grands clans ou famille les Bõør-chongo qui est le clan qui détient la chefferie, les Bõør-chop qui sont installés a la frontière avec le village voisin yanda 1 et enfin les Bõør-Koubēudô qui sont au milieu du village.